# Нижняя Троица (на левом берегу Медведицы)
Нижняя Троица — деревня в Кашинском городском округе Тверской области.

## География
Находится в юго-восточной части Тверской области на расстоянии приблизительно 16 км на юго-запад по прямой от города Кашин на левом берегу реки Медведица.

## История
Деревня была показана ещё на карте 1825 года. В 1859 году здесь (деревня Кашинского уезда) было учтено 7 дворов. До 2018 года входила в состав ныне упразднённого Булатовского сельского поселения.

## Население
Численность населения: 51 человек (1859 год), 0 в 2002 году, 1 в 2010.